# Дипломатически мисии на Малта
Това е списък на дипломатическите мисии на Малта, като не са посочени единствено почетните консулства.
Държавата има малка дипломатическа мрежа в чужбина, което се дължи най-вече на факта, че е малка държава, с малко население и не може да поддържа голям брой мисии в чужбина.

## Европа
- Австрия
  - Виена (посолство)
- Белгия
  - Брюксел (посолство)
- Великобритания
  - Лондон (представителство)
- Германия
  - Берлин (посолство)
- Гърция
  - Атина (посолство)
- Дания
  - Копенхаген (посолство)
- Ирландия
  - Дъблин (посолство)
- Испания
  - Мадрид (посолство)
- Италия
  - Рим (посолство)
- Полша
  - Варшава (посолство)
- Португалия
  - Лисабон (посолство)
- Русия
  - Москва (посолство)
- Франция
  - Париж (посолство)
- Нидерландия
  - Хага (посолство)

## Северна Америка
- Канада
  - Торонто (генерално консулство)
- САЩ
  - Вашингтон (посолство)

## Африка
- Египет
  - Кайро (посолство)
- Либия
  - Триполи (посолство)
- Тунис
  - Тунис (посолство)

## Азия
- Израел
  - Тел Авив (посолство)
- Индия
  - Ню Делхи (представителство)
- Китай
  - Пекин (посолство)
- Обединени арабски емирства
  - Дубай (генерално консулство)
- Палестинска автономия
  - Рамала (бюро)
- Саудитска Арабия
  - Рияд (посолство)
- Турция
  - Истанбул (генерално консулство)

## Океания
- Австралия
  - Канбера (представителство)
  - Мелбърн (генерално консулство)
  - Сидни (генерално консулство)

## Междудържавни организации
- - Брюксел – ЕС
  - Виена – ОССЕ
  - Женева – ООН и други организации
  - Ню Йорк – ООН
  - Париж – ЮНЕСКО
  - Рим – ФАО
  - Страсбург – Съвет на Европа